# La portatrice di pane (film 1934)
La portatrice di pane (La porteuse de pain) è un film del 1934 diretto da René Sti.
Il soggetto è basato sul libro omonimo di Xavier de Montépin del 1884.